# Kapuzenspinnen
Die  Kapuzenspinnen  (Ricinulei) sind eine Ordnung der Spinnentiere (Arachnida) innerhalb der Kieferklauenträger (Chelicerata). Weltweit sind etwa 40 Arten bekannt, die in tropischen Wäldern Afrikas und Südamerikas leben.

## Merkmale
Die bekannten Arten der Kapuzenspinnen sehen sich alle sehr ähnlich. Kennzeichnend ist eine starke Chitinpanzerung sowie ein beweglicher Anhang des Vorderkörperrückens, der in Ruhe über die Mundwerkzeuge gelegt wird. Von diesem Cucullus erhielten die Spinnen ihren deutschen Namen. Der sehr kurze Hinterkörper (Opisthosoma) besteht nur aus einer verminderten Anzahl von Segmenten (sichtbar sind nur vier), die vorderen Segmente sind zu einem schmalen Scharniergelenk zwischen dem Vorderkörper (Prosoma) und dem Hinterleib umgebildet, die hintersten Segmente werden teleskopartig in den Hinterleib eingezogen.
Die Kapuzenspinnen nutzen das zweite Laufbeinpaar als Taster, aus diesem Grunde ist es gegenüber den restlichen Beinen verlängert. Als Laufbeinpaare nutzen sie entsprechend nur das erste und die beiden letzten Beinpaare, auf denen sie sich sehr langsam fortbewegen. Die Kieferklauen (Cheliceren) sind zweigliedrig und bilden eine Schere. Auch der Pedipalpus bildet eine Schere. Augen sind bei den Kapuzenspinnen nicht sichtbar, allerdings reagieren sie auf Licht mit einem Totstellreflex.

## Lebensweise
Kapuzenspinnen sind, wie beinahe alle Spinnentiere, Jäger und fressen verschiedene kleine Gliederfüßer, vor allem Springschwänze. Diese werden mit dem verlängerten zweiten Laufbeinpaar ertastet und gefangen, indem sie zwischen den Fußgliedern und den Unterschenkeln eingeklemmt werden. Von den scherenbewehrten Pedipalpen und Cheliceren wird die Beute dann zerkleinert.

## Fortpflanzung und Entwicklung
Die Männchen der Kapuzenspinnen besitzen speziell ausgebildete Kopulationsorgane an den Fußgliedern des dritten Beinpaares, die aus einem Spermienspeicher und einer Übertragungseinrichtung bestehen. Sie entnehmen damit das Sperma als Spermaballen (Spermatophore) aus der eigenen Geschlechtsöffnung und übertragen es in die des Weibchens, welches sie vorher bestiegen haben.
Die Eiablage der ziemlich großen Eier erfolgt einzeln, die Eier werden dann ebenfalls einzeln von der Mutter unter der Kapuze mit den Pedipalpen festgehalten und in ein Versteck getragen. Die Embryonalentwicklung der Tiere ist unbekannt, aus dem Ei schlüpft eine Larve, die wie die Milben nur drei Beinpaare besitzt und sich nach drei Häutungen zur erwachsenen Kapuzenspinne entwickelt.

## Systematik
Die genaue Position der Kapuzenspinnen im phylogenetischen System ist noch nicht geklärt, meist werden sie jedoch als Schwestergruppe der Milben eingeordnet. Als gute Argumente für diese Position spricht die Larve mit den nur drei Beinpaaren sowie die drei Larvenstadien. Als Begründung für eine alternative Stellung als Schwestergruppe der Weberknechte wird das verlängerte zweite Laufbeinpaar angeführt, welches allerdings bei den ursprünglichen Weberknechten nicht vorhanden ist und deshalb als Argument entkräftet wird.
Die Ordnung umfasst nur eine lebende (rezente) Familie mit den folgenden drei Gattungen.
- Familie Ricinoididae Ewing, 1929
  - Cryptocellus Westwood, 1874
  - Pseudocellus Platnick, 1980
  - Ricinoides Ewing, 1929